# Jaroslav Palas
Jaroslav Palas (ur. 2 października 1952 w Bruntálu) – czeski polityk, agronom i działacz samorządowy, parlamentarzysta, w latach 2002–2005 minister rolnictwa, od 2008 do 2012 hetman kraju morawsko-śląskiego.

## Życiorys
Absolwent wyższej szkoły rolniczej w Płowdiwie. W młodości trenował lekkoatletykę, w trakcie studiów występował w bułgarskiej lidze lekkoatletycznej. Po odbyciu służby wojskowej pracował w państwowym przedsiębiorstwie rolnym, był agronomem i dyrektorem zakładu. Od początku lat 80. należał do Komunistycznej Partii Czechosłowacji i następnie do Komunistycznej Partii Czech i Moraw.
W 1992 z ramienia komunistycznej koalicji „Levý blok” uzyskał mandat deputowanego do Czeskiej Rady Narodowej, w styczniu 1993 przekształconej w Izbę Poselską. W trakcie kadencji został wykluczony z KSČM, w 1995 dołączył do Czeskiej Partii Socjaldemokratycznej. Z jej ramienia trzykrotnie z powodzeniem ubiegał się o poselską reelekcję (w 1996, 1998 i 2002), zasiadając w niższej izbie czeskiego parlamentu do 2004. Od lipca 2002 do kwietnia 2005 sprawował urząd ministra rolnictwa w rządach Vladimíra Špidli i Stanislava Grossa. Wywołał pewne kontrowersje sprzedażą udziałów w przedsiębiorstwie spożywczym Setuza. W konsekwencji nie znalazł się na liście kandydatów socjaldemokratów w 2006.
Został prezesem przedsiębiorstwa ubezpieczeniowego, zajął się również lobbingiem. Pełnił też funkcję prezesa zrzeszenia myśliwych ČMMJ. W 2008 został wybrany na radnego kraju morawsko-śląskiego z ramienia ČSSD. W listopadzie tegoż roku objął urząd hetmana tego kraju, który sprawował do 2012. W latach 2010–2016 zasiadał w Senacie. W 2012 zrezygnował z członkostwa w Czeskiej Partii Socjaldemokratycznej.